# Microsoft Publisher
Microsoft Publisher là một phần mềm xuất bản trên máy tính để bàn của Microsoft, nó khác Microsoft Word ở chỗ là nhấn mạnh vào bố cục và thiết kế trang hơn là thành phần văn bản và hiệu đính.

## Tổng quan
Microsoft Publisher được bao gồm trong các phiên bản cao cấp hơn của Microsoft Office, phản ánh sự nhấn mạnh của Microsoft đối với ứng dụng như một giải pháp thay thế dễ sử dụng và ít tốn kém hơn so với các "đối thủ nặng ký", tập trung vào thị trường doanh nghiệp nhỏ, nơi các công ty không có các chuyên gia thiết kế chuyên dụng để tạo tài liệu tiếp thị và các tài liệu khác. Tuy nhiên, nó có một thị phần tương đối nhỏ trong thị trường xuất bản trên máy tính để bàn, vốn bị chi phối bởi Adobe InDesign và trước đây là QuarkXPress.
Mặc dù hầu hết các phần mềm của Microsoft Office đã sử dụng điện toán ribbon cho giao diện người dùng của họ bắt đầu với Microsoft Office 2007, Publisher vẫn giữ thanh công cụ của nó và không sử dụng ribbon cho đến khi Microsofrt phát hành Microsoft Office 2010.

## Khả năng tương thích
LibreOffice đã hỗ trợ định dạng tệp độc quyền (.pub) từ tháng 2 năm 2013.
Publisher hỗ trợ nhiều định dạng tệp khác, bao gồm định dạng Siêu tệp nâng cao (EMF), được hỗ trợ trên nền tảng Windows. Người dùng có thể sử dụng phiên bản dùng thử của Microsoft Publisher để xem các tệp.pub sau thời gian dùng thử.
Adobe PageMaker cũng đã lưu các tệp với định dạng.pub, nhưng hai định dạng tệp không liên quan và không tương thích.

## Lịch sử phát hành
|                                                               | Phiên bản | Ngày phát hành          | Editions of Microsoft Office included in                                              |
| ------------------------------------------------------------- | --------- | ----------------------- | ------------------------------------------------------------------------------------- |
| Microsoft Publisher                                           | 1.0       | Cuối năm 1991 (approx.) | —                                                                                     |
| Microsoft Publisher                                           | 2.0       | 12 tháng 7, 1993        | —                                                                                     |
| Publisher for Windows 95 (bắt đầu chuyển sang 32-bit)         | 3.0       | 24 tháng 8, 1995        | —                                                                                     |
| Microsoft Publisher 97                                        | 4.0       | 21 tháng 10, 1996       | Small Business Edition                                                                |
| Microsoft Publisher 98 (phiên bản 32-bit hoàn chỉnh đầu tiên) | 5.0       | 23 tháng 3, 1998        | Small Business Edition 2.0                                                            |
| Microsoft Publisher 2000                                      | 6.0       | 7 tháng 6, 1999         | Small Business Edition, Professional, Premium, Developer                              |
| Microsoft Publisher 2002                                      | 10.0      | 31 tháng 5, 2001        | Professional OEM, Professional Special Edition                                        |
| Microsoft Office Publisher 2003                               | 11.0      | 21 tháng 10, 2003       | Small Business, Professional, Professional Plus, Enterprise                           |
| Microsoft Office Publisher 2007                               | 12.0      | 30 tháng 1, 2007        | Small Business, Professional, Ultimate, Professional Plus, Enterprise                 |
| Microsoft Publisher 2010                                      | 14.0      | 15 tháng 6, 2010        | Standard, Professional, Professional Plus                                             |
| Microsoft Publisher 2013                                      | 15.0      | 29 tháng 1, 2013        | Professional, Professional Plus, Standard (volume licensing), all Office 365 editions |
| Microsoft Publisher 2016                                      | 16.0      | 22 tháng 9, 2015        | Professional, Professional Plus, Standard (volume licensing), all Office 365 editions |
| Microsoft Publisher 2019                                      | 16.0      | 24 tháng 9, 2018        | Professional, Professional Plus, Standard (volume licensing), all Office 365 editions |

1. ↑  Starting with Publisher 2002, the version number jumps to 10.0 to tally Microsoft Office versions.
2. ↑  Version 13 was skipped due to the superstition attached to the number 13.[10]